# FC Telavi
El Football Club Telavi es un club de fútbol del municipio de Telavi, Georgia. Fundado en 2016, juega en la Erovnuli Liga, primera división del país, desde 2020.

## Historia
El FC Telavi fue fundado en 2016 por los exfutbolistas Irakli Vashakidze, Soso Grishikashvili y Aleksandre Amisulashvili. Ese año logró su primer ascenso desde la Regionuli Liga a la Meore Liga, cuarta categoría, ganando su segundo ascenso consecutivo en su primera temporada.
Tras dos temporadas en la segunda división, el club logró el ascenso a la Erovnuli Liga en 2019 vía play-offs.

## Estadio
El club disputa sus encuentro de local en el Estadio Municipal de Telavi. En octubre de 2020 anunció un proyecto para construir un nuevo estadio.